# بايونير 6 و7 و8 و9

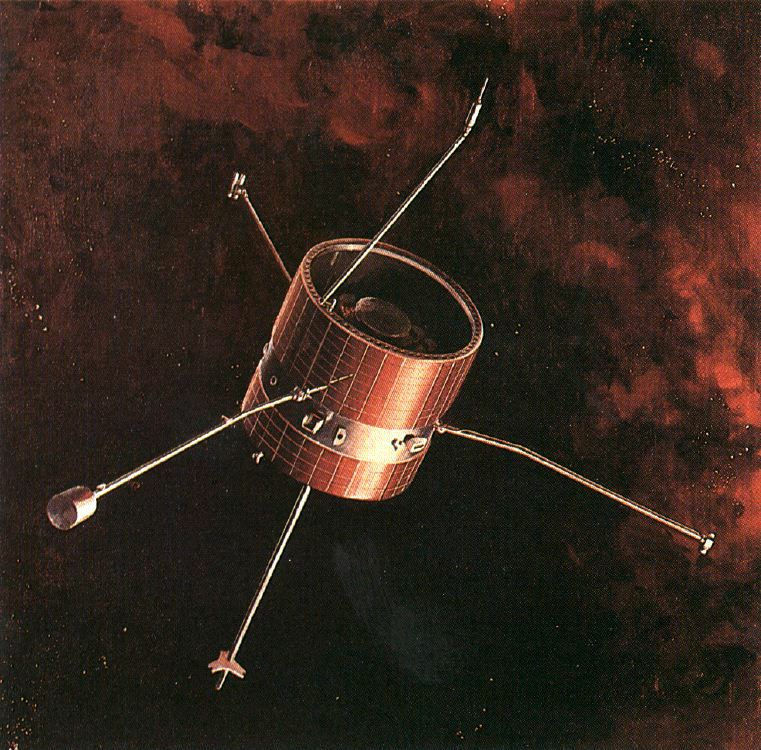
بايونير هي أقمار صناعية صممت لجمع القياسات بشكلة مستمر بين الكويكبات

بايونير 6 و7 و8 و9 كانت مركبات فضائية تابعة لبرنامج بايونير، أُطِلقت بين عامي 1965 و1969. كانت عبارة عن أقمار صناعية تدور حول الشمس وتعمل بالطاقة الشمسية وتحفاظ على استقرارها عن طريق الدوران حول نفسها، صُممت لجمع قياسات بشكل مستمر للظواهر بين الكوكبية من نقاط متباعدة في الفضاء. كانت تُعرف أيضًا باسم بايونير إيه وبي وسي ودي. تحطمت المركبة الخامسة (بايونير إي) نتيجة حادث أثناء إطلاقها، وبالتالي لم تحظى برقم خاص بها.

## الهدف
صُممت بايونير 6 و7 و8 و9 لإجراء أول قياسات مفصلة وشاملة للرياح الشمسية والحقل المغناطيسي الشمسي والأشعة الكونية. صُممت لقياس الظواهر المغناطيسية واسعة النطاق والجسيمات والحقول في الفضاء بين الكوكبي. استُخدمت بيانات المركبات الفضائية لفهم العمليات النجمية وبنية وتدفق الرياح الشمسية بشكل أفضل. مثّلت المركبات أيضًا أول شبكة فضائية في العالم لدراسة الطقس الشمسي، إذ وفرت بيانات عملية عن العواصف الشمسية التي تؤثر على الاتصالات والطاقة على الأرض.
درست التجارب الأيونات الموجبة (الكاتيونات) والإلكترونات في الرياح الشمسية، وكثافة الإلكترونات في الفضاء بين الكوكبي (تجربة الانتشار الراديوي)، والأشعة الكونية الشمسية والمجرية، والحقل المغناطيسي بين الكوكبي.
جمعت المركبات الفضائية بيانات مهمة عن الفيزياء الشمسية وطقس الفضاء. بالتعاون مع المركبات الفضائية الأخرى، سمحت مركبات بايونير، لأول مرة، بدمج عمليات الرصد الفضائية مع الأرضية ومع عمليات رصد البالونات السبرية. قامت مركبة بايونير 9 في أوائل أغسطس 1972 بعمليات رصد مهمة لواحدة من أقوى العواصف الشمسية التي سُجلت على الإطلاق، وأكثرها خطورة على رحلات الفضاء البشرية خلال عصر الفضاء.

## وصف المركبات
كانت جميع المركبات متطابقة، بكتلة جافة (بدون وقود) بلغت 146 كيلوجرام (322 باوند). كانت المركبات عبارةً عن أسطوانات تحافظ على استقرارها بالدوران بقطر 0.94 متر وارتفاع 0.81 متر مع ذراع لقياس الحقول المغناطيسية بطول 1.8 متر وألواح شمسية مثبتة على هيكل المركبات.
كان الهوائي الرئيسي هوائيًا اتجاهيًا عالي الكسب. حافظت المركبات الفضائية على استقرارها عن طريق الدوران حول نفسها 60 دورة في الدقيقة، وكان محور الدوران عموديًا على مستوى مسار الشمس وموجهًا نحو القطب الجنوبي لمسار الشمس.

## المهمات

### بايونير 6
في 16 ديسمبر 1965، انطلقت المركبة الساعة 07:31:00 بالتوقيت العالمي المنسق من كيب كانافيرال ووُضعت في مدار شمسي دائري بنصف قطر متوسط يساوي 0.8 وحدة فلكية.
في ديسمبر 1995، فشل أنبوب الموجة المتنقلة (تي دبليو تي) في وقت ما بعد ديسمبر 1995.
في يوليو 1996، أُعطِيت المركبة الفضائية أمرًا بعمل نسخة احتياطية لبيانات تي دبليو تي.
في 6 أكتوبر 1997، جرى تتبع المركبة باستخدام محطة الفضاء العميقة 43 في أستراليا.
في 8 ديسمبر 2000، أُجري اتصال ناجح مع المركبة لمدة ساعتين تقريبًا.

### بايونير 7
في 17 أغسطس 1966، انطلقت المركبة من كيب كانافيرال ووُضعت في مدار شمسي نصف قطره 1.1 وحدة فلكية تقريبًا.
في 20 مارس 1986، رصدت المركبة مذنب هالي من على بعد 12.3 مليون كيلومتر وراقبت التفاعل بين ذيل المذنب الهيدروجيني والرياح الشمسية. اكتشفت المركبة بلازما He+ التي تنتج عن تبادل الشحنات بين أيونات He++ الخاصة بالرياح الشمسية مع مادة المذنب محايدة الشحنة.
في 31 مارس 1995، تم تتبع المركبة بنجاح. كانت المركبة الفضائية وأحد الأدوات العلمية في وضع العمل.

### بايونير 8
في 13 ديسمبر 1967، انطلقت المركبة في الساعة 14:08:00 بالتوقيت العالمي المنسق من كيب كانافيرال ووُضعت في مدار شمسي دائري بنصف قطر متوسط يساوي 1.1 وحدة فلكية.

### بايونير 9
في 8 نوفمبر 1968، انطلقت المركبة في الساعة 09:46:00 بالتوقيت العالمي من كيب كانافيرال ووُضعت في مدار شمسي دائري بنصف قطر متوسط يساوي 0.8 وحدة فلكية.
أُجري الاتصال النهائي مع المركبة في 1983.
جرت محاولة الاتصال بالمركبة في عام 1987، لكنها فشلت.

### بايونير إي
في 27 أغسطس 1969 انطلقت المركبة في الساعة 21:59:00 بالتوقيت العالمي المنسق من كيب كانافيرال. دُمرت المركبة نتيجة تخطيها نطاق السلامة بعد فشل مكونات المرحلة الأولى الهيدروليكية.